# Stari Perkovci
Stari Perkovci is een plaats in de gemeente Vrpolje in de Kroatische provincie Brod-Posavina. De plaats telt 1.178 inwoners (2001).